# クリップス (映画)
『クリップス』（原題: Redemption: The Stan Tookie Williams Story）は、2004年のアメリカ合衆国のテレビ映画。FXで放送された。ジェイミー・フォックス主演。
2004年のインディペンデント・スピリット賞でジェイミー・フォックスは主演男優賞にノミネートされた。

## あらすじ
ロサンゼルスのギャング・クリップスのボススタンリー・ウィリアムズは、ある日ギャング同士の抗争で4人を殺害した。
死刑を宣告された彼は、刑務所内の囚人たちのリーダーになった。
ある日、彼のもとにルポライターが訪れ、命の尊さについて学んだ。

## キャスト
※括弧内は日本語吹替
- スタンリー・ウィリアムズ - ジェイミー・フォックス（てらそままさき）
- バーバラ・ベクネル - リン・ウィットフィールド（土井美加）
- チャールズ・ベクネル - リー・トンプソン・ヤング
- ウィニー・マンデラ - CCH・パウンダー（寺内よりえ）